# Museum van het Openbaar Centrum voor Maatschappelijk Welzijn van Brussel
Het Museum van het Openbaar Centrum voor Maatschappelijk Welzijn van Brussel (Frans: Musée du Centre public d'action sociale de Bruxelles) is een museum in de wijk Marollen. Het ligt hoog in een administratief gebouw en is slechts een achttal uren per week te bezoeken.
Het museum toont de collecties van het Openbaar Centrum voor Maatschappelijk Welzijn (OCMW) van de gemeente Brussel, een gemeentelijke organisatie die zich bekommert om kansarmen, ouderen en mensen die psychische hulp nodig hebben. 

## Kunst
Het museum is onder meer in het bezit van kunstwerken sinds de 15e eeuw, zoals schilderijen en wandtapijten van Brusselse meesters en ambachtslieden en beeldhouwwerken van Brabantse kunstenaars. Topstukken zijn het Geboorteretabel uit het vroegere Sint-Jansgasthuis en de Mariapolyptiek uit het atelier van Bernard van Orley (1520). Daarnaast bevinden zich medische materialen in de collectie en andere zaken die herinneren aan het werk voor behoeftigen en in ziekenhuizen door de verschillende organisaties. Een deel van deze werken is in het verleden door de liefdadigheidsinstellingen aangekocht voor de aankleding van de kapel of werd hen geschonken. Door de samenvoegingen van deze instellingen tot één organisatie kwam de collectie uiteindelijk in het bezit van het OCMW.

## Historisch erfgoed
Ook zijn andere zaken bewaard gebleven, zoals kaartboeken en andere documenten van de bijstandsinstellingen, cijnsboeken, rekeningen en meer. Bij elkaar geven ze een beeld over de geschiedenis van het werk van de instellingen, maar ook over aanverwante zaken zoals de topografie van de stad, voedselprijzen en andere historische details. Voor genealogisch onderzoek is bijvoorbeeld het Enfants Trouvés et Abandonnés van belang, een verzameling registers die een periode beslaat vanaf het jaar 1685.